# 王仲奇
王仲奇（1932年6月29日—2022年12月25日），河北省唐县人，热力叶轮机械专家，中国工程院院士，哈尔滨工业大学能源学院推进理论与技术研究所教授。

## 生平
王仲奇1947年至1948年在晋察冀边区联合中学初中九班就读，1948年8月就读于男一班。1949年9月，被保送进入哈尔滨工业大学预科学习。1956年，于哈尔滨工业大学毕业，并留校任教。1962年，于原苏联莫斯科动力学院，获技术科学副博士学位。1985年，晋升为教授。1997年，当选中国工程院院士。1999年初，王仲奇应邀赴冯·卡门流体力学研究院做特邀报告。
2022年12月25日在哈尔滨病逝，享年90岁。

## 家庭
叔叔王鹤寿，姐姐王昆。